# Гай Валерій Левін
Гай Валерій Левін (*Caius Valerius Laevinus, прибл. 220 до н. е. — після 169 до н. е.) — політичний та військовий діяч Римської республіки, претор 179 і 177 до н. е., консул-суффект 176 до н. е., удостоєний тріумфу.

## Життєпис
Походив з патриціанського роду Валеріїв. Син Марка Валерія Левіна, консула 220 та 210 років до н. е.
Про молоді роки мало відомостей. У 189 році до н. е. брав участь у військовому поході консула Марка Фульвія Нобіліора, свого зведеного брата, проти етолійців. Проявив себе під час бойових дій в Амбракії.
У 179 році до н. е. стає претором, у 178 році до н. е. як пропретор керував Сардинією. У 177 році до н. е. вдруге стає претором. У 176 році до н. е. призначається консулом-суфектом замість раптово померлого Гнея Корнелія Сципіона Гіспалла. Очолив війська в Лігурії, де придушував повстання місцевих племен. У 175 році до н. е. за свої перемоги отримав тріумф.
У 174 році до н. е. увійшов до римського посольства, що спрямовувалося до Дельфійського оракула. після цього відвідав Македонію, повернувшись до Риму у 173 році до н. е. Того ж року знову відправлений як посланець до грецьких держав, а також Птолемея VI, царя Єгипту.
Останні відомості про Левіна датуються 169 роком до н. е., коли він невдало балотувався на посаду цензора. Подальша доля не відома.